# Home Movie Day
Home Movie Day bezeichnet ein jährlich stattfindendes Ereignis, das sich dem Amateur- und Privatfilm auf analogem Filmmaterial widmet. An diesem Tag werden in ausgewählten Kinos Schmalfilme öffentlich vorgeführt. Er wurde im Jahr 2002 von Filmarchivaren in den Vereinigten Staaten ins Leben gerufen, die um den Erhalt des klassischen Filmes besorgt waren. Dieser Tag etablierte sich in mehreren Ländern und findet meist am selben Datum statt.
Der Home Movie Day schafft Privatpersonen eine Möglichkeit, ihre Amateurfilme einem größeren Publikum vorzustellen. Gleichzeitig soll eine Sensibilisierung für den Erhalt des Materials Film erzielt werden. Teil des Konzeptes des Home Movie Days ist die Vermittlung einer professionellen Einschätzung zum Erhalt der Bilder. Er bietet die Gelegenheit, persönliche Dokumente als historische zu entdecken und von professionellen Konservatoren und Archivaren Ratschläge für eine verbesserte Lagerung, Digitalisierung – im Sinne eines vereinfachten Zugangs – und Ähnliches zu erhalten. So konnten im Rahmen des Home Movie Days bereits drei Filme in den Bestand der Library of Congress in Washington übergeben werden.
Der erste Home Movie Day fand am 16. August 2003 statt. Im Jahr 2008 wurde das Datum jeweils auf den zweiten Samstag im Oktober gelegt. In der Schweiz wurde er erstmals am 26. Oktober 2012 durchgeführt.

## Veranstaltungsorte
Im deutschsprachigen Raum wird oder wurde dieser Anlass an folgenden Orten durchgeführt:
Österreich
- Wien – Österreichisches Filmmuseum[1]

Deutschland
- Berlin – Screenshot[2]
- Bielefeld – Hauptveranstalter: Die FilmWerkstatt[3]
- Frankfurt – Hauptveranstalter: Kinothek Asta Nielsen[4]
- Freiburg – Hauptveranstalter: Cinema 2ZB5[5]
- Münster – Hauptveranstalter: Filmarchiv LWL-Medienzentrum für Westfalen[6]

Schweiz
- Bern – Hauptveranstalter: Lichtspiel Kinemathek[7]